# Jackie Chans Erstschlag
Jackie Chans Erstschlag (Originaltitel chinesisch 警察故事4之簡單任務 / 警察故事4之簡單任務, Pinyin Jǐngchá Gùshì Sì zhi Jiǎndān Rènwu, Jyutping Ging2caat3 Gu3si3 Sei3 Zi1 Gaan2daan1 Jam6mou6, englisch Police Story 4 – First Strike – „Polizeigeschichte 4 – Simpler Auftrag“, weitere Titel s. u.) ist ein 1996 in Hongkong produzierter Action- und Martial-Arts-Film mit Jackie Chan. Es ist der vierte Teil der Police-Story-Reihe.

## Handlung
Diesmal hat Jackie, der „Supercop“, einen vermeintlich einfachen Auftrag: Er soll eine gewisse Natascha beschatten, die in die Ukraine fliegt, und danach der CIA Bericht erstatten. Doch kaum dort angekommen, wird Natascha von der Armee verhaftet und scheinbar verschleppt. Jackie macht sich sofort an die Verfolgung und sieht, wie Natascha – am Ziel angekommen – ihren Geliebten Tsui trifft. Dieser, so stellt sich heraus, ist ein ehemaliger CIA-Agent, der einen Atomsprengkopf gestohlen hat und diesen nun an Waffenhändler verkaufen will.
Erst kann Jackie in einer wilden Verfolgungsjagd Tsui den Koffer abjagen, doch dann verliert er ihn wieder an Tsui, als er ins eiskalte Wasser eines Sees stürzt. Als er im Krankenhaus wieder aufwacht, kommt der russische Colonel Yegorov auf ihn zu und bittet ihn, Tsui den Sprengkopf wieder abzujagen. Jackie sagt zu und wird nach Australien gebracht, wo er die Verfolgung aufnimmt und Tsuis Schwester und ihren todkranken Vater besucht. An dessen Bett kommt es dann zur Auseinandersetzung mit Tsui, doch es stellt sich heraus, dass dieser von Yegorov, zu dem Zeitpunkt KGB-Agent, zum Raub des Atomsprengkopfes gezwungen wurde, ansonsten würde Natascha getötet. Und Yegorovs Leute haben sich schon an Jackies Fersen geheftet, um ihn nun, nachdem er Tsui gefunden hat, umzubringen.
Als die Killer dann Tsuis Vater umbringen, fällt der Verdacht zuerst auf Jackie, so dass dieser zum einen Tsuis Familie von seiner Unschuld überzeugen und andererseits die Russen zur Strecke bringen muss. Tsuis Familie gewinnt er nach einem aufreibenden Kampf unter Zuhilfenahme einer Leiter; die Russen, die die Beerdigung von Tsuis Vater stören und Tsuis Schwester entführen, kann er am Ende in einem Ozeaneum besiegen, indem er mit einem Sportwagen in das Fluchtboot rast. Jackie, für den ein neuer Auftrag schon in der Mache ist, wird rehabilitiert, und Tsui sowie Yegorov werden verhaftet.

## Kritiken
„Jackie Chans ‚Erstschlag‘ bewegt sich dabei tänzelnd zwischen 007-Verhohnepipelung und Actionfilm, tut nicht mal so, als ob die hanebüchene Story irgendeinen Sinn ergäbe, und beeindruckt durch die irren Stunts, die Chan wie immer selbst bestreitet. Und wenn Sie wissen wollen, wie komisch ein Koalabär auf einer Unterhose sein kann, müssen Sie schon ins Kino gehen… Pack ein, Doppelnull! Dieser Weltretter hat einfach mehr Charme.“

„Chans Filme zu kritisieren, heißt nicht nur frontal gegen den Wind anzukämpfen, sondern auch die Geschmacksorgane wahrer Fanlegionen in Frage zu stellen. […] Auch in First Strike hampelt Chan wieder durch die Gegend, trägt ein Pinguinkostüm, scherzt mit einem Pandabär, wärmt sich unter einer Robbenmütze und vergrinst mitsamt seiner Knollennase den halben Film. Trotz allem ist der Film ein von James Bond beeinflusster Actionfilm, dessen Story mal wieder nichts anderes ist als der Aufhänger für diverse Actionszenen, von denen die erste, eine halsbrecherische Verfolgungsjagd auf Skiern, mit zum besten gehört, was Chan jemals geboten hat.“

## Trivia
- Weitere Titel des Filmes sind: „First Strike“, „Jackie Chan's First Strike“ (US-amerikanischer Titel; deutscher TV-Titel), „First Strike – Jackie Chans Erstschlag“ (deutscher TV-Titel), „Police Story 4“, „Police Story 4: First Strike“, „Police Story 4: Piece of Cake“ und „Police Story 4: Story of the CIA“.
- Es existiert eine kürzere Version für die USA. Diese ist 88 Minuten lang, wurde neu synchronisiert, erhielt einen neuen Vorspann und neue Musik.
- Jackie Chan erlitt beim Stunt mit der Leiter eine schwere Lippenverletzung und unterkühlte sich stark (ohne Folgen), als er von einem Hubschrauber in einen teilweise vereisten See sprang.
- Der Film war kommerziell sowohl in Hongkong als auch in den USA erfolgreich.
- Jackie Chans Erstschlag (Police Story 4) ist ein offizieller Nachfolger von Police Story 3. Dies geht in der Internationalen Fassung verloren, wo Jackie Chans Figur auch Jackie oder Kevin heißt und nicht wie in den Vorgängern. Im O-Ton heißen sowohl Jackies Figur als auch die Figur von Bill Tung wie in den Vorgängern. Außerdem wurde der Soundtrack der ersten 3 Police Story Filme aus dieser Fassung entfernt und durch einen ersetzt, der an James Bond erinnern soll. Ebenfalls ist Bill Tung in der gleichen Funktion wie in den Vorgängern wieder dabei. Am 24. Oktober 2024 veröffentlichte Plaion Pictures eine ungeschnittene Fassung auf Blu-ray. Dort wurden die Szenen, die zuvor fehlten, mit deutschen Untertiteln eingefügt; außerdem wurde versucht, den Originalen Soundtrack so gut wie möglich wieder zu integrieren.

## Auszeichnungen
- Hong Kong Film Awards 1997: Nominierungen in den Kategorien „Bester Schauspieler“ (Jackie Chan), „Bester Schnitt“ (Peter Cheung), „Beste Newcomerin“ (Annie Wu), „Bester Film“. Gewinner in der Kategorie „Beste Action Choreographie“ (Jackie Chan, Stanley Tong).
- MTV Movie Awards 1997: Nominiert in der Kategorie „Beste Kampfsequenz“ (Jackie Chans Kampf mit der Leiter).